# 林登 (北卡羅萊納州)
林登（英語：Linden）是一個位於美國北卡羅萊納州坎伯蘭縣的城鎮。

## 人口
根據2020年美國人口普查的數據，林登的面積為1.42平方千米，皆為陸地。當地共有人口136人，而人口密度為每平方千米96人。